# Lijst van Drentse streekproducten en gerechten

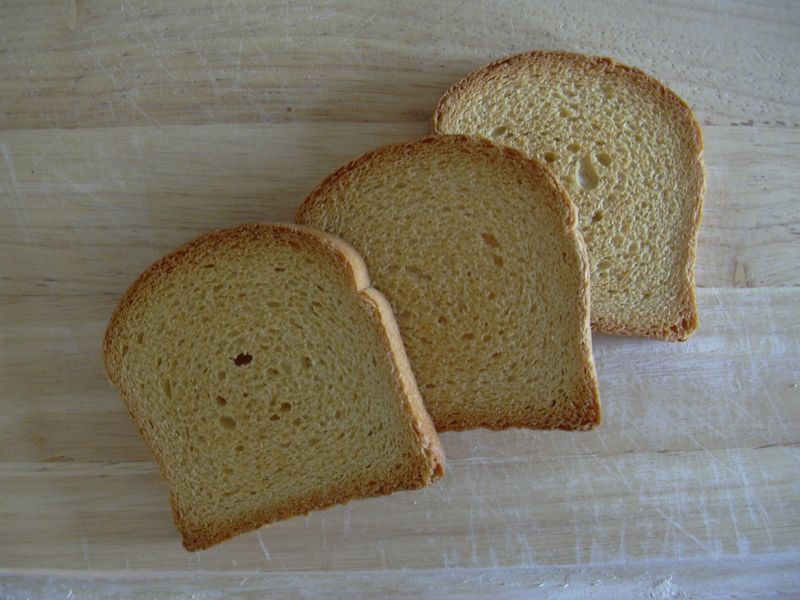
Tweibak

Onder Drentse streekproducten en gerechten verstaan we alle producten en gerechten die van oudsher in de provincie Drenthe worden gegeten.
- Bloedworst met aardappelen
- Boerenkoolsoep
- Boerenwafels
Boerenwafels is een lunchgerecht bestaande uit beschuiten die worden overgoten met een mengsel van ei en melk, en daarna worden gebakken in een koekepan. De boerenwafels worden geserveerd met bruine suiker, vergelijkbaar met wentelteefjes.
- Bruine bonen met appeltjes en ham
- David-eet-lekker Een soort rijstebrij, bereid met boekweit en water, en gegarneerd met een klontje boter en stroop of suiker.
- Eierpannenkoek
- Jan in 't hemd
- Knieperties en Nieuwjaarsrolletjes
Kniepertjes zijn zoete, dunne koekjes die rond Oud en Nieuw worden gegeten in Groningen, Drenthe en Overijssel. Nieuwjaarsrolletjes zijn opgerolde kniepertjes die vooral in Groningen gegeten worden.
- Kruudmoes
Een gortepap met karnemelk, spek, rookworst, rozijnen en stroop
- Loie-wiew'n-kost
- Meppeler klokkies
- Proemenkreuze
- Schapensoep
Een maaltijdsoep gemaakt van schapenpoulet, groenten, rijst en kruiden.
- Sneiballegie
Een brandewijntje met suiker.
- Spekdik
Beslag gebakken op een wafelijzer met twee stukken metworst en één stuk ontbijtspek.
- Stip in 't gat
Een opgestijfde pap van boekweitmeel en melk, overgoten met heet spekvet en stroop.
- Stoetbrugge
- Tweibak
Beschuit of dubbelgebakken brood.
- Zakkebaand
- Zeunemelk